# Letheringsett
Letheringsett – wieś w Anglii, w Norfolk. W 1931 wieś liczyła 246 mieszkańców. Letheringsett jest wspomniana w Domesday Book (1086) jako Laringaseta/Laringesere/Leringaseta.